# Dysstroma obsolescens
Dysstroma obsolescens är en fjärilsart som beskrevs av Richardson 1952. Dysstroma obsolescens ingår i släktet Dysstroma och familjen mätare. Inga underarter finns listade i Catalogue of Life.